# Unforgiven (2001)
Unforgiven (2001) — PPV-шоу, производства американского рестлинг-промоушна World Wrestling Federation (WWF, ныне WWE). Шоу прошло 23 сентября 2001 года в «Меллон Арена» в Питтсбурге, Пенсильвания, США.
Главным событием стал стандартный матч за чемпионский титул WWF. Представитель «Альянса» Стив Остин защищал титул против представителя WWF Курта Энгла. Энгл победил Остина и завоевал титул, заставив его сдаться от «Захвата лодыжки».

## Результаты
| #                                                                    | Матч | Тип матча                                                  | Время |
| -------------------------------------------------------------------- | --- | ---------------------------------------------------------- | ----- |
| 1H                                                                   | Билли Ганн (WWF) победил Томми Дримера (Альянс) | Одиночный матч                                             | 3:12  |
| 2                                                                    | «Братья Дадли» (Бубба Рэй и Ди-Вон) (с) (Альянс) победили Биг Шоу и Спайка Дадли (WWF), Урагана и Лэнса Шторма (Альянс) и «Братьев Харди» (Мэтт и Джефф) (WWF) | Четырёхсторонний матч за титул командных чемпионов WWF     | 14:22 |
| 3                                                                    | Перри Сатурн (WWF) победил Ворона (с Терри Раннелс) (Альянс)                                                                                                   | Одиночный матч                                             | 5:07  |
| 4                                                                    | Кристиан (WWF) победил Эджа (c) (WWF) | Одиночный матч за титул интерконтинентального чемпиона WWF | 11:53 |
| 5                                                                    | «Братья Разрушения» (Гробовщик и Кейн) (c) (WWF) победили КрониК (Брайан Адамс и Брайан Кларк) (со Стивеном Ричардсом) (Альянс)                                | Командный матч за титул командных чемпионов WCW            | 10:21 |
| 6                                                                    | Роб Ван Дам (с) (Альянс) победил Криса Джерико (WWF) | Хардкорный матч за титул хардкорного чемпиона WWF          | 16:33 |
| 7                                                                    | Скала (с) (WWF) победил Букера Ти и Шейна Макмэна (Альянс) | Гандикап-матч за звание чемпиона WCW                       | 15:24 |
| 8                                                                    | Райно (Альянс) победил Таджири (с) (с Торри Уилсон) (WWF) | Одиночный матч за титул чемпиона Соединённых Штатов WCW    | 4:50  |
| 9                                                                    | Курт Энгл (WWF) победил Стива Остина (c) (Альянс) | Одиночный матч за титул чемпиона WWF                       | 23:54 |
| H — означает матч на Sunday Night Heat (c) — чемпион на начало матча | |                                                            |       |